# Aptesis exquisita
Aptesis exquisita är en stekelart som först beskrevs av Otto Schmiedeknecht 1905.  Aptesis exquisita ingår i släktet Aptesis och familjen brokparasitsteklar. Inga underarter finns listade.